# Tavenina

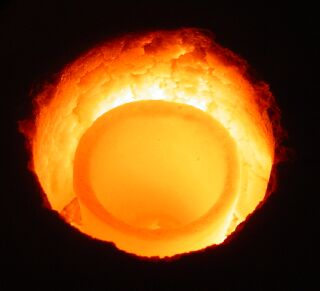
žhavá tavenina

Tavenina je roztavená látka nebo směs. V geologii se pod pojmem tavenina většinou popisuje magma. Magma ale obvykle není čistá tavenina, jde povětšinou o směs tavenin.